# Powidz (województwo zachodniopomorskie)
Powidz (niem. Friedensdorf) – wieś w Polsce położona w województwie zachodniopomorskim, w powiecie koszalińskim, w gminie Polanów.
W latach 1975–1998 miejscowość administracyjnie należała do województwa koszalińskiego. W latach 1973–76 w gminie Sianów.
Według danych z 1 stycznia 2011 roku wieś liczyła 98 mieszkańców.
Zobacz też: Powidz, Powidzko